# 1,000 Hours
1,000 Hours nevű középlemez volt az első lemeze az amerikai Green Day punk-rock együttesnek. A Lookout! kiadásában jelent meg 1989 áprilisában.

## Az album dalai
| 1. | 1,000 Hours | Billie Joe Armstrong | 2:24 |
| 2. | Dry Ice     | Billie Joe Armstrong | 3:43 |

| Második oldal | Második oldal  | Második oldal                    | Második oldal | Második oldal | Második oldal | Második oldal | Második oldal | Második oldal | Második oldal |
|               | Cím            | Szerző(k)                        | Hossz         |               |               |               |               |               |               |
| ------------- | -------------- | -------------------------------- | ------------- | ------------- | ------------- | ------------- | ------------- | ------------- | ------------- |
| 3.            | Only of You    | Billie Joe Armstrong             | 2:44          |               |               |               |               |               |               |
| 4.            | The One I Want | Billie Joe Armstrong, Mike Dirnt | 2:59          |               |               |               |               |               |               |
| 11:52         |                |                                  |               |               |               |               |               |               |               |

- Zenelista[3]

## Közreműködtek
- Billie Joe Armstrong – ének/gitár
- Mike Dirnt – basszusgitár/vokál
- Al Sobrante – dob